# Rhogeessa alleni
Rhogeessa alleni (Thomas, 1892) è un pipistrello della famiglia dei Vespertilionidi endemico del Messico.

## Descrizione

### Dimensioni
Pipistrello di piccole dimensioni, con la lunghezza della testa e del corpo tra 46 e 53 mm, la lunghezza dell'avambraccio tra 32,4 e 34,2 mm, la lunghezza della coda tra 34 e 42 mm, la lunghezza del piede tra 6 e 7 mm, la lunghezza delle orecchie tra 14 e 15 mm e un peso fino a 8 g.

### Aspetto
La pelliccia è corta. Le parti dorsali sono bruno-giallastre con la parte centrale dei peli giallo-brunastra e la base grigia, mentre le parti ventrali sono giallo-brunastre chiare con la base dei peli grigia. Il muso è largo, dovuto alla presenza di due masse ghiandolari sui lati. Le orecchie sono relativamente corte, triangolari, nerastre e con l'estremità arrotondata, nei maschi sono presenti delle masse ghiandolari alla base anteriore della loro superficie dorsale. Il trago è lungo e sottile. Le ali sono attaccate posteriormente alla base delle dita dei piedi. Il calcar è ben sviluppato e carenato. Quattro individui dei 27 conosciuti presentavano malformazioni dentarie, probabilmente a causa della presenza di un gene anomalo nella specie.

## Biologia

### Alimentazione
Si nutre di insetti.

### Riproduzione
Femmine sessualmente non attive sono state catturate nei mesi di marzo, agosto e novembre.

## Distribuzione e habitat
Questa specie è diffusa nel Messico centrale, dallo stato di Zacatecas e Jalisco fino all'Oaxaca centro-occidentale.
Vive nelle foreste tropicali decidue tra 125 e 1.990 metri di altitudine.

## Conservazione
La IUCN Red List, considerato il vasto areale, la presenza in diverse aree protette e l'assenza di eventuali minacce, classifica R.alleni come specie a rischio minimo (Least Concern)).